# Partit Ghadar
El Partit Ghadar va ser un partit polític de l'Índia. El seu nom vol dir "rebel·lió". El partit era multiètnic i tenia líders sikhs, hindús i musulmans. Tenia la seva seu a San Francisco, als Estats Units.
Es va fundar el 2 d'abril de 1912, amb tendència nacionalista i amb l'objectiu d'expulsar els britànics de l'Índia.
Una vegada aconseguida la independència de l'Índia es va dividir en dues faccions: una comunista i una altra socialista.
El partit es va dissoldre l'any 1948.